# فوجیوارا نو توشی‌هیتو
فوجیوارا نو توشی‌هیتو (به ژاپنی: Fujiwara no Toshihito)؛ یکی از اشراف و ژنرال ها در دوره هی‌آن  در ولایت اچیزن در ژاپن بود.